# 里卡弗里冰川
81°10′S 28°00′W / 81.167°S 28.000°W
里卡弗里冰川（英語：Recovery Glacier）是南極洲的冰川，位於科茨地的沙克爾頓山脈南側，長100公里、寬64公里，在1957年由英聯邦探險隊發現，現時由南極條約體系管理。